# Liste der Monuments historiques in Montperreux
Die Liste der Monuments historiques in Montperreux führt die Monuments historiques in der französischen Gemeinde Montperreux auf.

## Liste der Objekte
| Bezeichnung | Beschreibung | Standort                           | Kennzeichnung | Schutzstatus | Datum | Bild           |
| ----------- | --- | ---------------------------------- | ------------- | ------------ | ----- | -------------- |
| Hauptaltar  | Altartisch, Tabernakel, Retabel, fünf Skulpturen und ein Gemälde; Holz, farbig gefasst und vergoldet, Ölfarbe auf Leinwand, 18. Jahrhundert | in der Kirche Ste-Madeleine (Lage) | PM25001705    | Classé       | 1985  | weitere Bilder |